# Angelica Pandolfini
Angelica Pandolfini (Spoleto, 21 de agosto de 1871 – Lenno, 15 de julho de 1959) foi uma soprano italiana.

## Biografia
Angelica Pandolfini foi uma soprano italiana de destaque na virada do século XX. Filha do renomado barítono Francesco Pandolfini, teve também como irmão Franco Pandolfini, tenor e professor de técnica vocal, autor do livro Éducation de la voix chantée. Principales directives théoriques et pratiques (1931), escrito em coautoria com o Dr. L. Labarraque.
Iniciou seus estudos musicais em Paris, onde a família residia, dedicando-se primeiro ao piano. Posteriormente, formou-se em canto sob orientação de Jules Massart. Seu début operístico ocorreu em 1894, em Módena, na ópera Fausto, de Charles Gounod. Pouco depois, em Malta, passou a interpretar obras do verismo, alcançando notoriedade na Itália pelo papel de Mimì na ópera La bohème, de Giacomo Puccini, apresentada no Teatro Argentina, em Roma, em 1895.
Em 1897, estreou no Teatro alla Scala, em Milão, novamente com La bohème. Atuou principalmente na Itália, sucedendo Hariclea Darclée no papel-título de Tosca, em Milão e Roma.
Em 26 de dezembro de 1898, participou da reabertura da La Scala, interpretando I maestri cantori di Norimberga, de Richard Wagner, sob regência de Arturo Toscanini. Em 1899, apresentou-se com Falstaff, de Giuseppe Verdi, novamente sob Toscanini.
Em 3 de maio de 1900, interpretou Tosca no Teatro Politeama, em Gênova, durante a estreia local da ópera, com Giuseppe Borgatti e Mario Sammarco.
Em 1901, estreou Le maschere, de Pietro Mascagni, no Teatro San Carlo, em Nápoles.
Em 6 de novembro de 1902, criou o papel-título de Adriana Lecouvreur, de Francesco Cilea, no Teatro Lírico de Milão, ao lado de Enrico Caruso, sob regência de Cleofonte Campanini.
Na temporada 1902–1903 do Grande Teatro do Liceu, em Barcelona, apresentou-se com La bohème (abril de 1903) e Adriana Lecouvreur (7 de maio de 1903).
Em 1904, viajou a Buenos Aires, onde se apresentou sob direção de Toscanini. Também interpretou Madama Butterfly em Alexandria e no Teatro dal Verme, em Milão, sob regência de Tullio Serafin.
Em 29 de março de 1906, estreou como Mila di Cora na ópera La figlia di Iorio, de Alberto Franchetti, na Scala de Milão. Em 26 de dezembro de 1907, apresentou-se em Gênova com a ópera Marcella, de Umberto Giordano.
Retirou-se dos palcos em janeiro de 1909, aos 38 anos, para casar-se com o engenheiro Cuttica.